# Marshall (Arkansas)
Marshall è un comune degli Stati Uniti d'America, capoluogo della Contea di Searcy nello Stato dell'Arkansas.